# Tentative d'assassinat d'Alexandre Millerand
La tentative d'assassinat d'Alexandre Millerand est un attentat anarchiste perpétré par Gustave Bouvet le 14 juillet 1922 sur l'avenue des Champs-Élysées, à Paris. Alexandre Millerand, président de la République française, s'en sort indemne à la suite d'une erreur de Bouvet qui tire sur une voiture de police en croyant qu'il s'agit de celle du président.

## Contexte
Gustave Bouvet (1898-1984) a grandi à Angers et s'est installé à Paris à l'adolescence. Il a été impliqué dans la jeunesse anarchiste depuis 1919 et a occupé des postes de direction au sein de la Fédération anarchiste. Bouvet a également écrit pour Le Libertaire sous le pseudonyme de Juvénis et a été condamné à dix mois de prison pour avoir imprimé et affiché publiquement un tract, Aux jeunes soldats, en 1921.

## Tentative d'assassinat
Le 14 juillet 1922, jour de la fête nationale française, le président français Alexandre Millerand a voyagé en cortège, revenant d'un défilé militaire à Longchamps avec des milliers de soldats. Alors que sa voiture s'approche de la résidence présidentielle sur les Champs-Élysées, Gustave Bouvet tire trois coups de revolver sur une voiture, croyant qu'il s'agissait de celle du président. Il a en fait tiré sur celle du préfet de police Armand Naudin. Le président est monté dans une voiture découverte à des centaines de mètres derrière lui. La garde d'honneur de la cavalerie algérienne du président a entouré le président pour le protéger.
La police à vélo a poursuivi le tireur, arrachant Bouvet à une foule qui l'agressait et l'emmenant au poste de police, où son identité et son emprisonnement antérieur ont été vérifiés. Le président Millerand, dans l'après-midi, s'est rendu chez le général français Hubert Lyautey et l'a nommé maréchal de France.

## Conséquences
Le tireur est condamné en janvier 1923 à cinq ans de travaux forcés et à dix ans de bannissement de France mais est libéré après deux ans de peine, en janvier 1925, et est partiellement paralysé. Il s'est marié et a vécu encore 59 ans.